# 心瓣蝇子草
心瓣蝇子草（学名：Silene cardiopetala）为石竹科蝇子草属的植物，为中国的特有植物。分布在中国大陆的四川、云南、西藏等地，生长于海拔730米至3,200米的地区，多生于灌丛和林缘草地，目前尚未由人工引种栽培。

## 异名
- Melandrium cardiopetalum (Franch.) Hand.-Mazz.
- Silene cardiopetala Franch. var. deqenensis C. Y. Wu
- Silene cardiopetala Franch. var. verticillata C. Y. Wu